# Подгорнское сельское поселение (Томская область)
Подгорнское се́льское поселе́ние — муниципальное образование в Чаинском районе Томской области Российской Федерации.
Административный центр — село Подгорное.

## История
Статус и границы сельского поселения установлены Законом Томской области от 10 сентября 2004 года № 205-ОЗ «О наделении статусом муниципального района, сельского поселения и установлении границ муниципальных образований на территории Чаинского района»

## Население
| 2002  | 2010  | 2012  | 2013  | 2014  | 2015  | 2016  |
| ----- | ----- | ----- | ----- | ----- | ----- | ----- |
| 6449  | ↗6482 | ↘6373 | ↘6247 | ↘6206 | ↘6130 | ↘6086 |
| 2017  | 2018  | 2019  | 2020  | 2021  |       |       |
| ↘6035 | ↘5998 | ↘5950 | ↗5969 | ↗6251 |       |       |

## Состав сельского поселения
| №  | Населённый пункт | Тип населённого пункта       | Население |
| -- | ---------------- | ---------------------------- | --------- |
| 1  | Григорьевка      | деревня                      | ↗253      |
| 2  | Ермиловка        | село                         | ↗216      |
| 3  | Кирпичное        | деревня                      | ↘35       |
| 4  | Минеевка         | деревня                      | ↗113      |
| 5  | Мушкино          | село                         | ↘252      |
| 6  | Подгорное        | село, административный центр | ↗4787     |
| 7  | Сухой Лог        | село                         | ↘137      |
| 8  | Трудовой         | посёлок                      | ↗119      |
| 9  | Чемондаевка      | село                         | ↗159      |
| 10 | Черёмушки        | посёлок                      | ↘94       |
| 11 | Элитное          | посёлок                      | ↘86       |